# کبوترخانه همزه‌ای‌زاده ۲
کبوترخانه همزه‌ای زاده ۲ مربوط به اواخر دوره قاجار است و در بناب، خیابان شهید باهنر واقع شده و این اثر در تاریخ ۷ خرداد ۱۳۸۷ با شمارهٔ ثبت ۲۲۸۴۵ به‌عنوان یکی از آثار ملی ایران به ثبت رسیده است.